# Parrot Disco
Le Parrot Disco est un drone de l'entreprise Parrot. Il est le premier de la marque de type aile volante ou aile delta qui vole après un lancement à la main à la manière d'un frisbee, des drones utilisant cette même méthode de lancement équipent plusieurs armées. Il est également annoncé comme la première aile volante pour le grand public.
Le Disco peut atteindre une altitude maximale de 150 m (réglementation française) si le mode géofence est activé (restriction GPS). Après son lancement il se stabilise en vol circulaire à une altitude de 50 m (selon les réglages prédéfinis dans l'application Parrot) tant qu'il n'a pas reçu d'instructions du pilote.

## Pilotage
Le pilotage s'effectue depuis une console spécifique nommée Skycontroller2 équipée de deux Joysticks l'un contrôle la poussée et le second la direction. La prise en main demande un entraînement avant d'en atteindre la pleine maîtrise. Cependant le pilotage reste simple avec l'autopilotage. L’utilisation d’un téléphone ou tablette type android ou Apple, est nécessaire pour obtenir les informations de vol (vitesse, hauteur, distance horizontale, capacité de batterie restante, message d’erreur, retour caméra du drone, carte…). Le téléphone ou tablette se branche en USB sur le skycontroller2. Un support de téléphone est fourni avec ce contrôleur pour positionner le téléphone en toute sécurité, offrant une visibilité au télépilote.-

## Caractéristiques techniques
Le Parrot disco mesure 1,15 mètre d'envergure pour un poids de 750 grammes avec batteries de type Lipo. Les ailes sont démontables pour réduire son encombrement et ainsi faciliter le transport. Le moteur du disco propulse le drone via une hélice située à l'arrière.
Il est un équipé d'un GPS permettant le retour à son point de décollage. Lorsqu'il atteint la distance maximale de 2 km ou une hauteur de 150 mètres selon ou encore en cas de perte du signal radio, le GPS est utilisé pour un Return To Home (RTH, retour à la maison), cela lui permet de revenir au dessus du point de décollage.
Sa vitesse maximale en vol est de 80 km/h et peut résister à des vents de 40 km/h.
La console de guidage pèse 500 grammes et peut être équipée d'un casque de réalité virtuelle pour le retour caméra.
La caméra numérique permet de filmer ou photographier durant le vol. Une stabilisation numérique permet de diminuer visuellement les secousses ou un virage brusque lorsque le pilote enregistre une vidéo.

## Historique
Le Parrot Disco drone est présenté publiquement en été 2016 pour une commercialisation la même année en septembre.